# کریسوسپلنتین
کریسوسپلنتین (به انگلیسی: Chrysosplenetin) با فرمول شیمیایی C۱۹H۱۸O۸ یک ترکیب شیمیایی با شناسه پاب‌کم ۵۲۸۱۶۰۸ است. که جرم مولی آن ۳۷۴٫۳۴ گرم بر مول می‌باشد. 